# Incidentul Charlie Brown și Franz Stigler

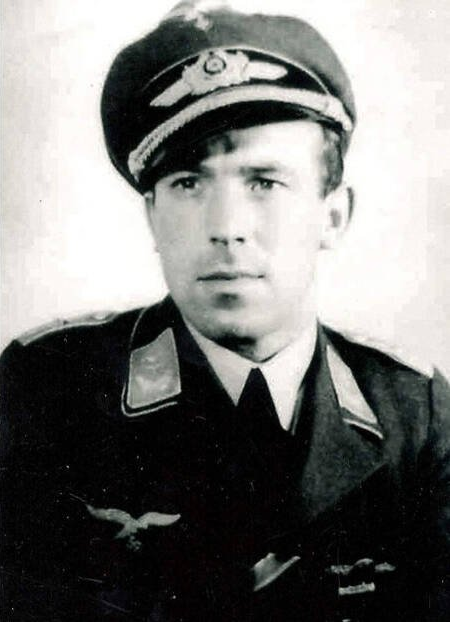
en

Incidentul dintre Charlie Brown și Franz Stigler s-a produs la data de 20 decembrie 1943, când, după un bombardament efectuat asupra uzinelor Focke-Wulf din Bremen, bombardierul B-17 pilotat de Charles „Charlie” Brown a fost grav avariat de avioanele de vânătoare germane. Lui Franz Stigler, un as al Luftwaffe, care avea ordinul să doboare bombardierul inamic, văzând avionul avariat și pilotul rănit, a decis, din motive umanitare, să ajute echipajul să ajungă deasupra Mării Nordului și de acolo la un aerodrom din Norfolk, Anglia.
Incidentul a fost ținut secret. După cercetări în arhive, cei doi piloți s-au reîntâlnit în 1990.